# Cangetta albocarnea
Cangetta albocarnea là một loài bướm đêm trong họ Crambidae.